# 尼崎パーキングエリア
尼崎パーキングエリア（あまがさきパーキングエリア）は、兵庫県尼崎市にある阪神高速道路3号神戸線上のパーキングエリア。上り線のみ利用可能である。
2016年11月までは尼崎ミニPAとして供用されており、尼崎TB（廃止）に併設されていた。閉鎖中であったが、2019年3月19日に尼崎PAとして供用が再開された。
同日に開設された南芦屋浜パーキングエリアと同じく、阪神高速では初となるサンドイッチやおにぎりといった軽食の自動販売機を設置している。

## 道路
- 阪神高速3号神戸線

## 施設

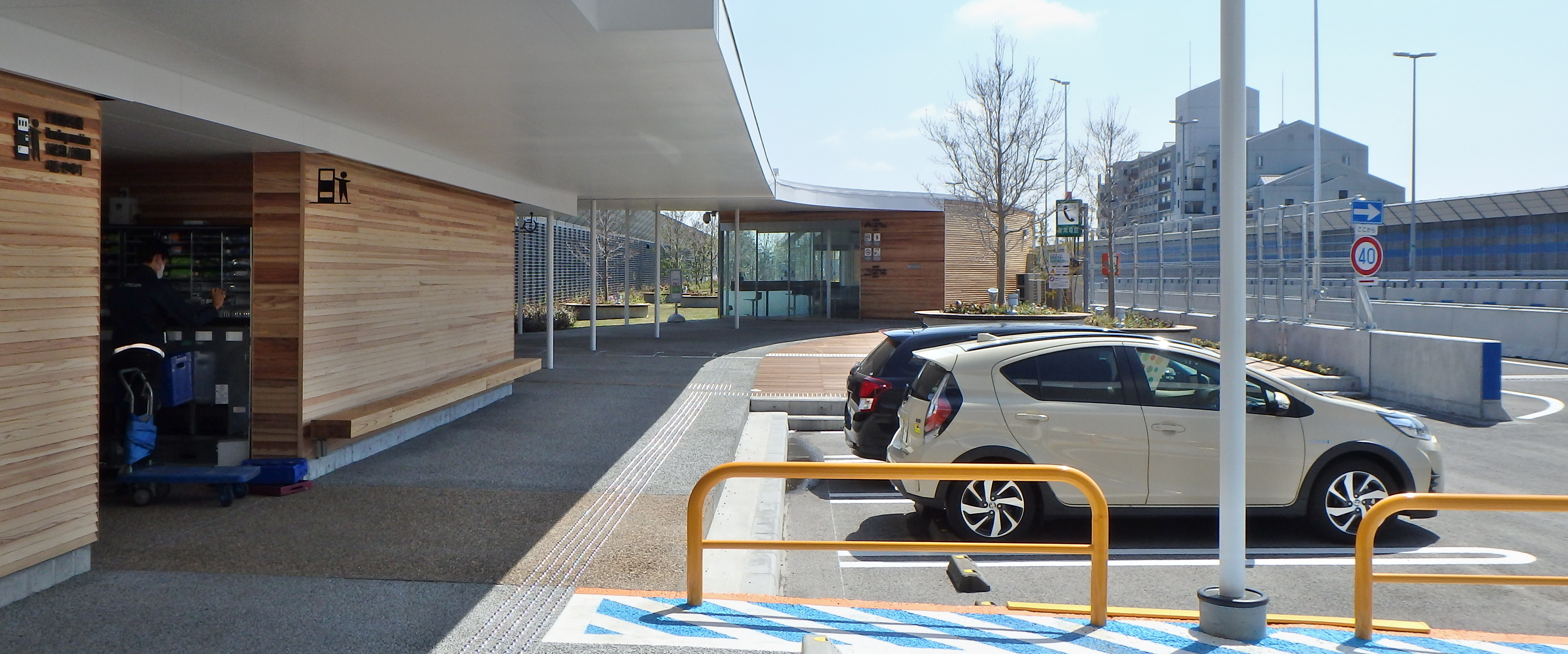
パーキングエリア施設

施設は高架上にあり建物は1階建て

### 上り線・東行き（大阪市街方面）
- 駐車場
  - 大型9台
  - 小型32台　
  - バイク3台
  - 身障者用2台
- ハナミズキ広場
- 喫煙所

施設内
- トイレ
  - 男性大4(洋式4)・小9
  - 女性10(洋式10)・同伴の男児用1
  - 多機能トイレ1
- 自動販売機
- 自販機コンビニ（ファミリーマート）
- 無料休憩所(無線LANあり)
- 道路交通情報ターミナル
- ETC利用履歴発行プリンター
- 授乳コーナー

## 尼崎ミニパーキングエリア時代の施設

### 上り線・東行き（大阪市街方面）
- 駐車場
  - 大型4台
  - 小型10台
  - 身障者用駐車場有
- トイレ
  - 男性大2(和式1・洋式1)・小3
  - 女性3(和式1・洋式2)
  - 多機能トイレ1
- 公衆電話
- 自動販売機

## 歴史
- 2016年（平成28年）11月1日 - 尼崎ミニパーキングエリア閉鎖。
- 2019年（平成31年）3月19日 - 尼崎パーキングエリア開業。

## 隣
阪神高速3号神戸線
(3-06)尼崎東出口 - 尼崎PA（上り線のみ） - (3-07)尼崎西出入口